# Sernftalbahn
| Elm, Bahnhof und Remise 1968 |                               |                                         |                                         |
| Streckenlänge: | 13.8 km                       |                                         |                                         |
| Spurweite: | 1000 mm (Meterspur)           |                                         |                                         |
| Stromsystem: | (–1969) 800 V (1905–) 750 V = |                                         |                                         |
| Maximale Neigung: | 68 ‰                          |                                         |                                         |
| |                               |                                         |                                         |
| \| \| 0.0 \| Schwanden \| 521 m ü. M. \| \| \| \| Übergang zur Bahnstrecke Weesen–Linthal \| \| \| \| 1.3 \| Au \| Au \| \| \| 2.1 \| Soolstrasse \| Soolstrasse \| \| \| 3.0 \| Wart \| 657 m ü. M. \| \| \| 5.3 \| Au \| Au \| \| \| 5.9 \| Engi-Vorderdorf \| 773 m ü. M. \| \| \| \| Depot und Werkstätte \| \| \| \| 6.8 \| Engi-Dörfli \| Engi-Dörfli \| \| \| 7,6 \| Engi-Hinterdorf \| 804 m ü. M. \| \| \| 8.9 \| Matt-Dorf \| Matt-Dorf \| \| \| 9.7 \| Matt-Station \| 848 m ü. M. \| \| \| 11.5 \| Meissenboden \| Meissenboden \| \| \| 13.8 \| Elm \| 962 m ü. M. \| |                               |                                         |                                         |
| Kopfbahnhof Streckenanfang (Strecke außer Betrieb) | 0.0                           | Schwanden                               | 521 m ü. M.                             |
| Strecke (außer Betrieb) |                               | Übergang zur Bahnstrecke Weesen–Linthal | Übergang zur Bahnstrecke Weesen–Linthal |
| Haltepunkt / Haltestelle (Strecke außer Betrieb) | 1.3                           | Au                                      | Au                                      |
| Haltepunkt / Haltestelle (Strecke außer Betrieb) | 2.1                           | Soolstrasse                             | Soolstrasse                             |
| Bahnhof (Strecke außer Betrieb) | 3.0                           | Wart                                    | 657 m ü. M.                             |
| Haltepunkt / Haltestelle (Strecke außer Betrieb) | 5.3                           | Au                                      | Au                                      |
| Bahnhof (Strecke außer Betrieb) | 5.9                           | Engi-Vorderdorf                         | 773 m ü. M.                             |
| Strecke (außer Betrieb) |                               | Depot und Werkstätte                    | Depot und Werkstätte                    |
| Haltepunkt / Haltestelle (Strecke außer Betrieb) | 6.8                           | Engi-Dörfli                             | Engi-Dörfli                             |
| Bahnhof (Strecke außer Betrieb) | 7,6                           | Engi-Hinterdorf                         | 804 m ü. M.                             |
| Haltepunkt / Haltestelle (Strecke außer Betrieb) | 8.9                           | Matt-Dorf                               | Matt-Dorf                               |
| Bahnhof (Strecke außer Betrieb) | 9.7                           | Matt-Station                            | 848 m ü. M.                             |
| Haltepunkt / Haltestelle (Strecke außer Betrieb) | 11.5                          | Meissenboden                            | Meissenboden                            |
| Kopfbahnhof Streckenende (Strecke außer Betrieb) | 13.8                          | Elm                                     | 962 m ü. M.                             |

Die Sernftalbahn (SeTB) war eine elektrische Meterspurbahn (1000 mm) im Schweizer Kanton Glarus, welche von der gleichnamigen privaten Gesellschaft betrieben wurde. Sie führte – meist auf der Talstrasse – von Schwanden aus durch das Sernftal 13,8 Kilometer entlang des namensgebenden Flusses aufwärts bis nach Elm. Die Triebwagen wurden mit Gleichstrom (zuerst 750, dann 800 Volt) aus einem eigenen Wasserkraftwerk und einer Dieselmotor-Generatoren-Gruppe angetrieben. Die Betriebsleitung befand sich in Engi in der Mitte der Strecke. Der Autobetrieb Sernftal (AS) setzte als Nachfolgeunternehmen den Betrieb auf der Strasse fort.

## Geschichte

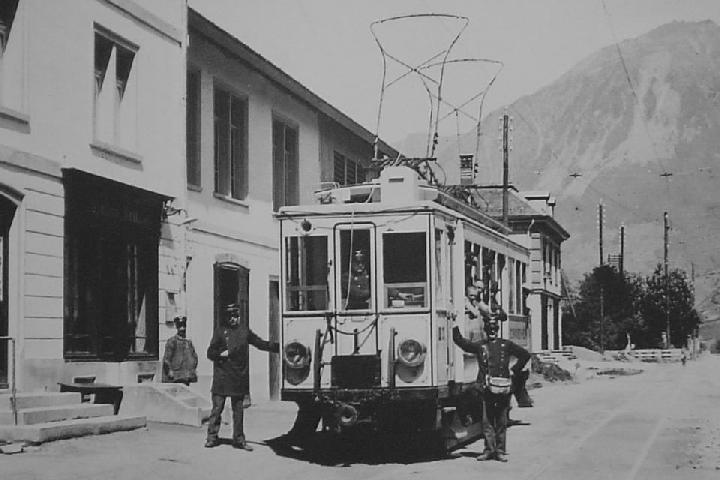
Sernftalbahn-Motorwagen im ersten Betriebsjahr 1905

Die Eröffnung des Personenverkehrs fand am 7. August 1905 statt, der Güterverkehr folgte am 4. September 1905. Er war besonders für die Textilindustrie und die Steinbrüche im Sernftal von Bedeutung. 1949 wurden drei neue Triebwagen abgeliefert, womit der tägliche Betrieb mit zeitgemässem Rollmaterial abgewickelt werden konnte.
Dennoch wurde die Bahn nach jahrelangen Diskussionen über deren Zukunft im Zuge des Ausbaus der Talstrasse am 31. Mai 1969 eingestellt und durch eine Autobuslinie ersetzt. Die drei Triebwagen aus dem Jahre 1949 konnten an die Aigle–Ollon–Monthey–Champéry-Bahn (AOMC) für deren Talstrecke Aigle–Ollon–Monthey verkauft werden. Von dort wurden sie dann an Stern & Hafferl in Österreich weiterverkauft, wo zwei bis 2016 auf der Lokalbahn Vöcklamarkt–Attersee im Betrieb standen. Von der Infrastruktur sind die ehemaligen Bahnhofsgebäude in Engi und in Elm bis heute erhalten geblieben.
Der Unternehmensname Sernftalbahn wurde mit der Betriebsumstellung in Autobetrieb Sernftal geändert. Dieses Busunternehmen betreibt neben der Hauptlinie auch einige Regionallinien in und um Schwanden. Seit den 1990er Jahren ist der Autobetrieb Sernftal für die Bahnersatzkurse zwischen Schwanden und Linthal zuständig.

## Museum

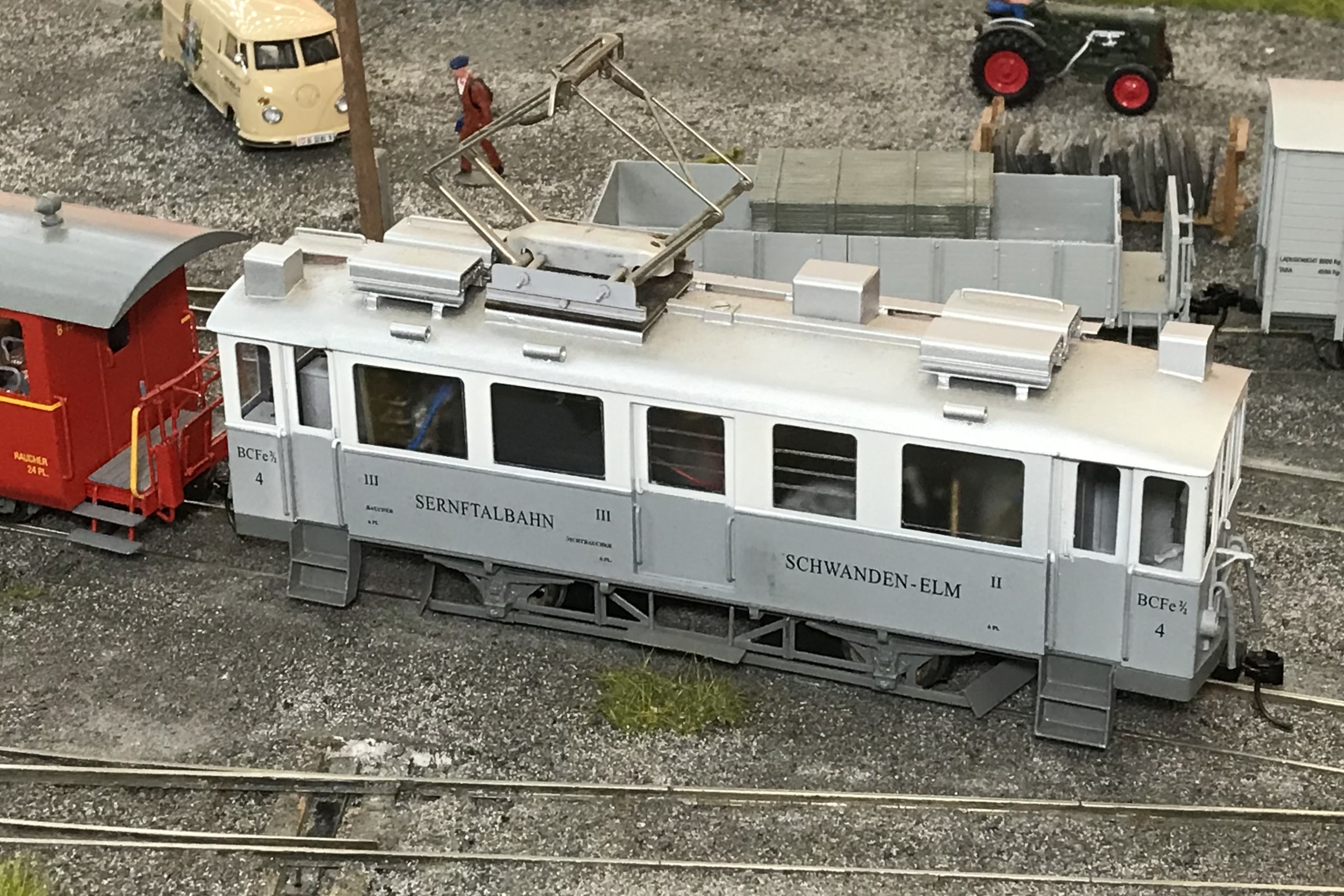
Modelleisenbahn-Diorama mit einem Nachbau des BCFe 2/2 4 in Spur 0m, 2021

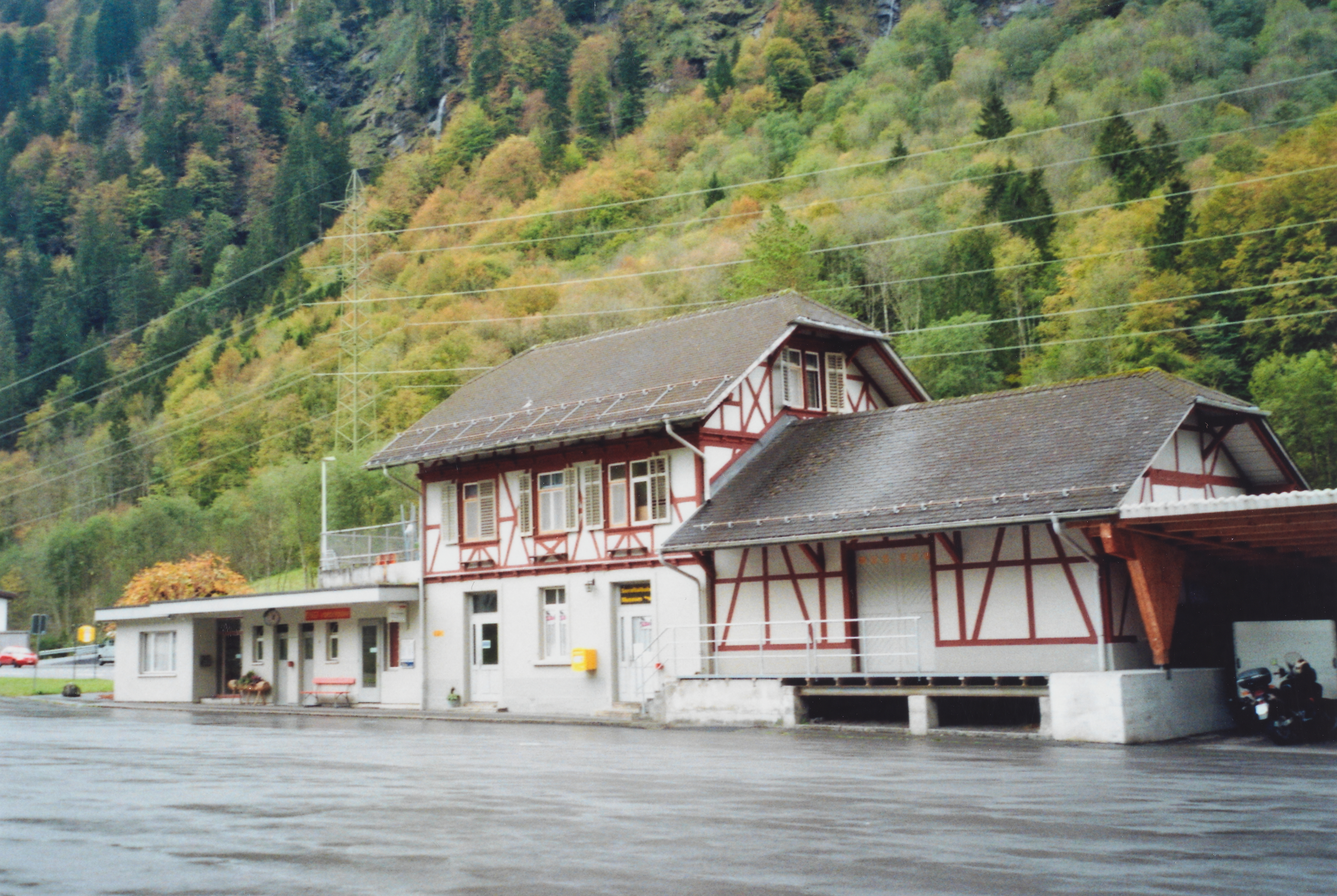
Ehemaliges Stationsgebäude in Engi mit Museum, 2011

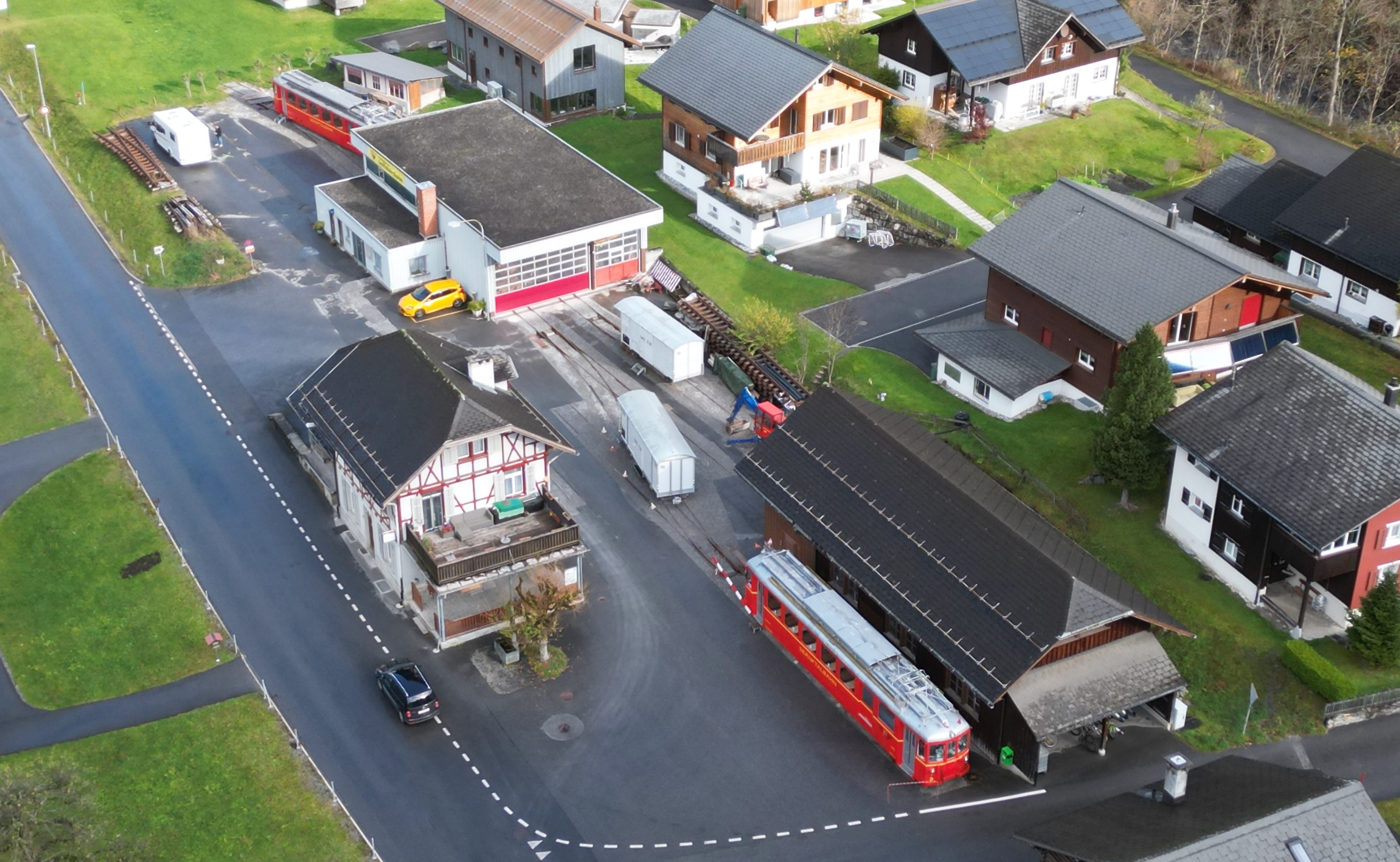
Ehemaliges Bahnhofsareal in Elm mit Museum, 2022

Seit April 2009 existiert in Engi das Sernftalbahnmuseum, das die ehemalige Bahnstrecke zum Thema hat. Es wird durch den seit Oktober 2006 bestehenden Verein Sernftalbahn betrieben. Das Museum soll auf das Areal des ehemaligen Endbahnhofes Elm umziehen, weshalb einige Exponate bereits dort ausgestellt sind, so die beiden restaurierten Triebwagen BDe 4/4 Nr. 5 und 6 und der 2021 von der Rhätischen Bahn (RhB) erworbene Diesel-Rangier-Traktor Tm 2/2 Nr. 26.

## Fahrzeugpark
Personen- und Gepäcktriebwagen
- BCFe 2/2 1 (1905) MAN / MFO, 1963 abgebrochen
- BCFe 2/2 2 (1905) MAN / MFO, 1949 ausrangiert, Untergestell weiterverwendet für den Fe 2/2 22
- BCFe 2/2 3 (1905) MAN / MFO, 1969 abgebrochen
- BCFe 2/2 4 (1928) SIG / MFO, 1969 an die Museumsbahn Blonay–Chamby (BC) abgegeben
- BFe 4/4 5 (1949) SWS / MFO, 1969 an Aigle–Ollon–Monthey–Champéry-Bahn (AOMC) (BDe 4/4 111) abgegeben, weitergegeben an Stern & Hafferl (ET 26.110), restauriert in Elm am Standort des zukünftigen SeTB-Museums
- BFe 4/4 6 (1949) SWS / MFO, 1969 an Aigle–Ollon–Monthey–Champéry-Bahn (BDe 4/4 112) abgegeben, weitergegeben an Stern & Hafferl (ET 26.109), restauriert in Elm am Standort des zukünftigen SeTB-Museums
- BFe 4/4 7 (1949) SWS / MFO, 1969 an Aigle–Ollon–Monthey–Champéry-Bahn (BDe 4/4 113) abgegeben, weitergegeben an Stern & Hafferl (ET 26.108), 1987 nach starken Brandschäden verschrottet. Die nicht ganz logische Nummerierung entstand dadurch, dass die Fahrzeuge anfangs auf unterschiedlichen Strecken zugelassen und eingesetzt wurden. Nummer 7 war das erstzugelassene Fahrzeug am Attersee, die zwei anderen fuhren auf der Lokalbahn Gmunden–Vorchdorf und wurden erst nach dem Depotbrand 1987 umplatziert.
- Fe 2/2 21 (1905) MAN / MFO, 1959 abgebrochen
- Fe 2/2 22 (1955), danach Xe 2/2 22, 1969 an die ehemalige Oberaargau-Jura-Bahnen (OJB) abgegeben. Dort konnte er wegen der schwachen Leistung aber nur bedingt eingesetzt werden, weshalb er Anfang der 1970er Jahre ausgemustert und abgebrochen wurde. Er entstand aus dem Untergestell des BCFe 2/2 2 und dem elektrischen Teil des zeitweise auf der Sernftalbahn stationierten Ce 2/2 143 der Verkehrsbetriebe Zürich (VBZ)

Personenwagen
- BC 11 (1905) MAN, 1964 abgebrochen
- BC 12 (1905) MAN, 1969 an Eurovapor abgegeben
- BC 13 (1905) MAN, 1969 an Museumsbahn Blonay–Chamby abgegeben
- B 14 (1926/1955) SWS / PAG, ursprünglich Elektrische Strassenbahnen im Kanton Zug (ESZ) C 38, ab 1955 bei der Sernftalbahn, 1969 an Elmag (Adliswil ZH) abgegeben
- B 15 (1920/1957) SWS, ursprünglich ESZ C 37, ab 1955 bei der Sernftalbahn, 1969 an Eurovapor (SZB) abgegeben, seit 1981 umgespurt auf 750 mm bei der Jagsttalbahn

Güterwagen
- K 31 (1905) MAN, 1969 an Museumsbahn Blonay-Chamby abgegeben
- K 32 (1905) MAN, 1969 abgebrochen, Wagenkasten wurde privat weiterverwendet (Klöntal), Front im SeTB-Museum erhalten.
- K 33 (1905) MAN, 1969 abgebrochen
- K 34 (1905) MAN, 1969 abgebrochen, Wagenkasten wurde privat weiterverwendet (Wart), inzwischen verschwunden
- K 35 (1929) SIG, fast fertig restauriert im SeTB-Museum in Engi-Vorderdorf
- K 36 (1920) SIG,[2][3] 1969 abgebrochen, ehemals Wetzikon–Meilen-Bahn (WMB) K 45, komplett restauriert im SeTB-Museum in Engi-Vorderdorf
- L 41 (1905) MAN, 1960 abgebrochen
- L 42 (1905) MAN, 1969 abgebrochen
- L 43 (1905) MAN, 1969 abgebrochen
- L 44 (1905) MAN, 1969 abgebrochen
- L 45 (1905) MAN, 1969 abgebrochen
- L 46 (1906) MAN, 1969 abgebrochen
- L 47 (1906) MAN, 1969 abgebrochen
- L 48
- L 49
- L 50
- M 81
- M 82
- M 83

## Galerie

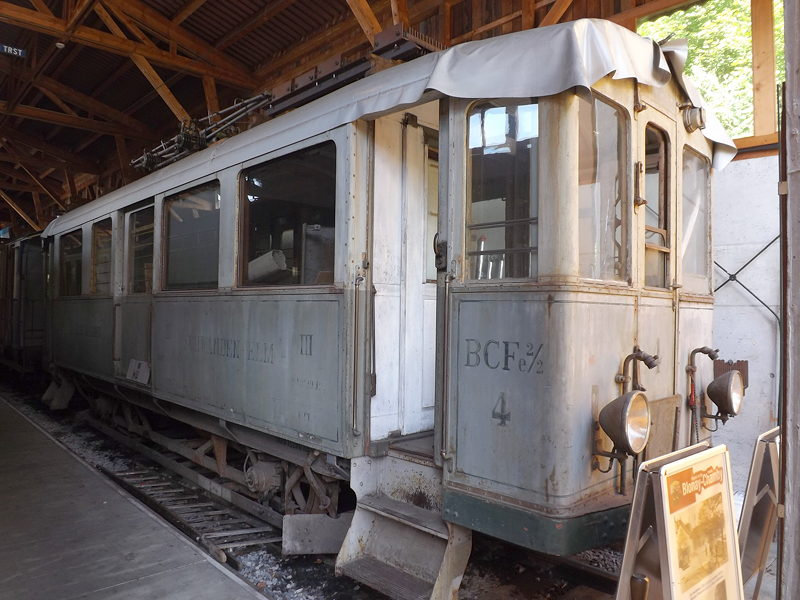
Triebwagen BCFe 2/2 4 bei der Museumsbahn Blonay–Chamby in Revision, 2017
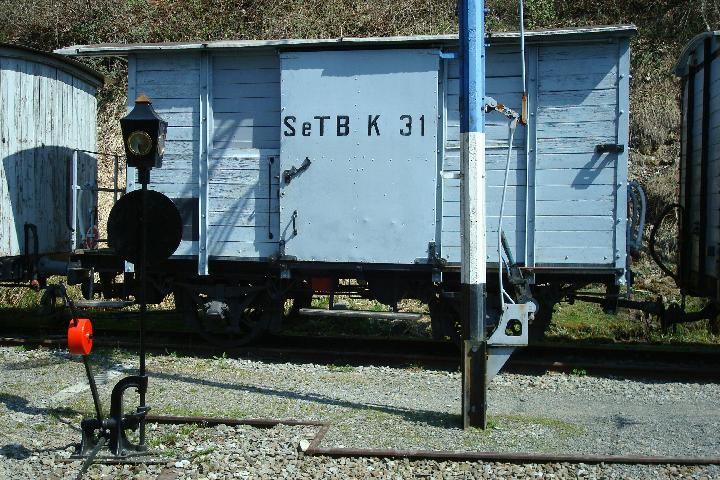
Güterwagen K 31 bei der Museumsbahn Blonay–Chamby, 2009
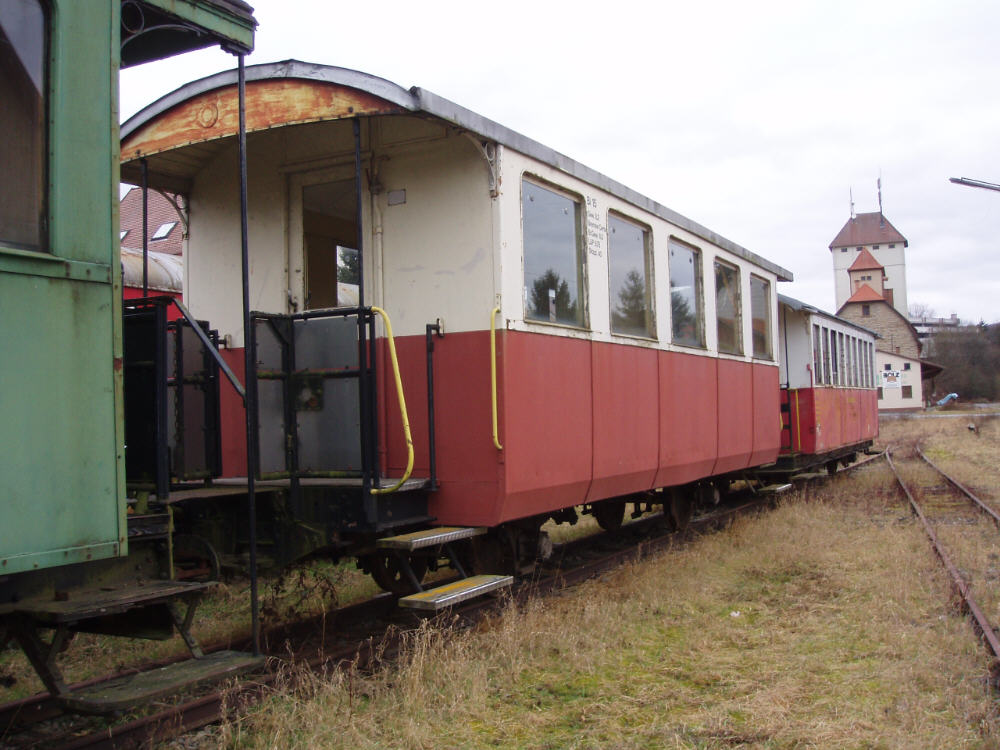
Personenwagen B 15 bei der Jagsttalbahn
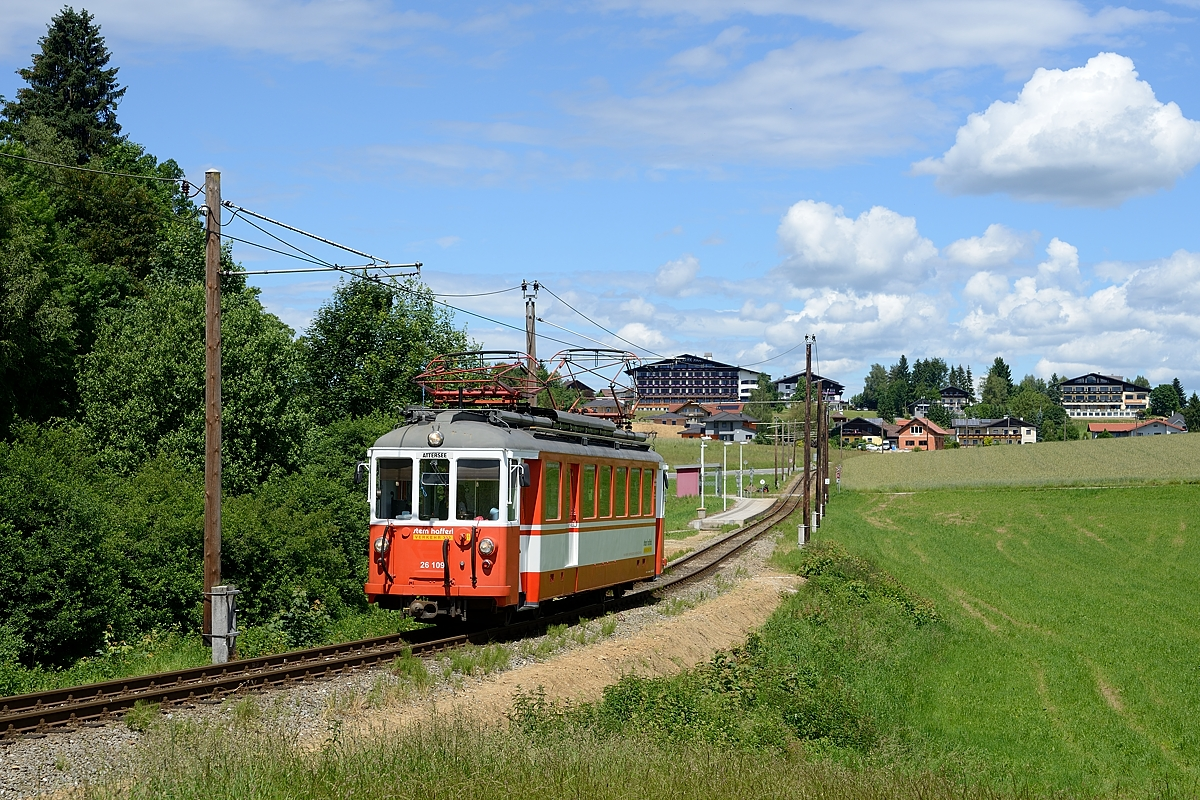
Triebwagen BFe 4/4 6 als ET 26.109 auf der Lokalbahn Vöcklamarkt–Attersee, 2016